# Würflach
Würflach là một thị xã thuộc huyện Neunkirchen trong bang Niederösterreich.